# Leonid Obolenski
 (octobre 2021).
Si vous disposez d'ouvrages ou d'articles de référence ou si vous connaissez des sites web de qualité traitant du thème abordé ici, merci de compléter l'article en donnant les références utiles à sa vérifiabilité et en les liant à la section « Notes et références ».
Pour les articles homonymes, voir Obolenski.
Leonid Leonidovitch Obolenski (en russe : Леони́д Леони́дович Оболе́нский), né le 21 janvier 1902 à Arzamas dans le gouvernement de Nijni Novgorod et mort le 19 novembre 1991 à Miass (URSS), est un acteur de cinéma et professeur d'art dramatique soviétique.

## Filmographie sélective

### Comme acteur
- 1920 : Sur le front rouge (На красном фронте) de Lev Koulechov
- 1924 : Les Aventures extraordinaires de Mr West au pays des bolcheviks (Необычайные приключения мистера Веста в стране большевиков) de Lev Koulechov : le dandy
- 1925 : Le Rayon de la mort (Луч смерти) de Lev Koulechov : major Hard
- 1930 : La Fête de saint Jorgen (Праздник святого Иоргена) de Yakov Protazanov : réalisateur
- 1930 : Tempête sur l'Asie (Потомок Чингисхана) de Vsevolod Poudovkine : commandant adjoint
- 1973 : Le Silence du Dr. Evans (Молчание доктора Ивенса) de Boudimir Metalnikov : Zor
- 1974 : Meurtre à l'anglaise (Чисто английское убийство) de Samson Samsonov : Lord Yorbeck
- 1974 : Skvorets i Lyra (Скворец и Лира) de Grigori Aleksandrov : industriel
- 1974 : Le Rouge et le Noir (Красное и чёрное) de Sergueï Guerassimov :
- 1980 : Le Groupe sanguin zéro (Faktas) de Almantas Grikevicius : Aleksander, le berger
- 1981 : Âme (Душа) d'Aleksandre Stefanovitch (ru) : vieil homme sur la plage